# Алабутала
Алабутала́ (каз. Алаботалы) — село у складі Федоровського району Костанайської області Казахстану. Входить до складу Комишинського сільського округу.
Населення — 146 осіб (2021; 167 у 2009, 185 у 1999, 291 у 1989).